# Яконо, Пол
Пол Стэнли Яконо (англ. Paul Stanley Iacono, родился 7 сентября 1988 года в Секокусе, Нью-Джерси, США) — американский актёр.
Начав карьеру в 1995 году с эпизодических появлений в мыльных операх «Другой мир», «Направляющий свет» и «Как вращается мир», сыграл примерно в 30 фильмах и телесериалах. Наибольшую известность актёру принесла заглавная роль в ситкоме MTV «Достоинство Бергера» (2010—2011).
Открытый гомосексуал. Совершил каминг-аут в интервью The Village Voice в апреле 2012 года.

## Фильмография
| Год       |   | Русское название                 | Оригинальное название              | Роль           |
| --------- | - | -------------------------------- | ---------------------------------- | -------------- |
| 1995      | с | Другой мир                       | Another World                      | Джейк-младший  |
| 1997      | с | Как вращается мир                | As the World Turns                 | пациент        |
| 1999      | с | Направляющий свет                | The Guiding Light                  | Джеймс         |
| 2004      | ф | Зимнее солнцестояние             | Winter Solstice                    | младший        |
| 2005      | ф | Шейкс                            | Shakes                             | Шейкс в юности |
| 2005      | ф | The Naked Brothers: Кино         | The Naked Brothers Band: The Movie | тусовщик       |
| 2007      | с | Хулиганы                         | Human Giant                        | Билли          |
| 2008      | ф | Возвращение в спящий лагерь      | Return to Sleepaway Camp           | Пи Пи          |
| 2009      | ф | Слава                            | Fame                               | Нил Бачински   |
| 2010      | ф | Согласие                         | Consent                            | Микки          |
| 2010—2011 | с | Достоинство Бергера              | The Hard Times of RJ Berger        | Эр Джей Бергер |
| 2012      | ф | Мак и Девин идут в среднюю школу | Mac & Devin Go to High School      | Махатма Чанг   |
| 2012      | ф | Нет бога, нет хозяина            | No God, No Master                  | Тони Кафиеро   |
| 2012      | ф | Рифмуется с бананом              | Rhymes with Banana                 | Тед            |
| 2013      | ф | Когда лучший друг – гей          | G.B.F.                             | Брент Ван Камп |
| 2014      | с | Избранный                        | Chozen                             | Фиджет         |
| 2014      | с | Бездельник                       | Deadbeat                           | Дэниел         |
| 2014      | ф | Животное                         | Animal                             | Шон            |
| 2014      | с | Могло быть и хуже                | It Could Be Worse                  | раб            |